# Nepotilla nitidula
Nepotilla nitidula é uma espécie de gastrópode do gênero Nepotilla, pertencente a família Raphitomidae.